# Boris Borisovič Egorov
Boris Borisovič Egorov (in russo Борис Борисович Егоров?) (Mosca, 26 novembre 1937 – Mosca, 12 settembre 1994) è stato un cosmonauta e medico sovietico.
Siccome Boris Egorov è cresciuto in una famiglia di medici (suo padre era medico chirurgo specializzato in malattie cardiache, sua madre medico della vista) iniziò lo studio della medicina, che terminò nel 1961 presso il primo istituto di medicina di Mosca. Durante i suoi studi imparò a conoscere Jurij Alekseevič Gagarin. Da tale incontro fu entusiasta sostenitore e ricercatore nel campo della medicina spaziale. Ancora nel 1961 iniziò una specializzazione presso l'Università Humboldt di Berlino. Si specializzò nel campo dei sistemi di equilibrio.
Dopo che il medico venne scelto per il ruolo di cosmonauta il 26 maggio 1964, già il 12 ottobre 1964 Egorov poté volare per la prima (ed unica) volta nello spazio, a bordo della nuova capsula spaziale Voschod, la prima a poter essere equipaggiata da tre cosmonauti. Il suo ruolo nella missione Voschod 1 fu di ricercatore-cosmonauta con particolare attenzione alla medicina spaziale; fu il primo medico a volare nello spazio. Il giorno successivo all'atterraggio della missione, Egorov lasciò l'Agenzia Spaziale Russa. Questo brevissimo periodo di permanenza all'interno del gruppo dei cosmonauti, che pure per situazioni sovietiche fu del tutto inusuale, a tutt'oggi è oggetto di speculazione, che l'assunzione di Egorov nel gruppo dei cosmonauti era solo riuscita grazie all'intervento di suo padre, che allora era membro del Politburo del Comitato Centrale del Partito Comunista dell'Unione Sovietica (PCUS).
Nel 1965 l'ex-cosmonauta venne assunto come candidato (un titolo accademico russo) delle scienze mediche. Egorov terminò tale studio nel 1976 laureandosi dottore delle scienze mediche; a partire dal 1984 gli venne conferito il titolo di Professore.
Nel 1967 Egorov divenne direttorio del laboratorio di ricerca dell'istituto per questioni medico-biologiche (Institut Mediko-Biologičeskich Problem). Dal 1984 al 1989 fu direttore medico dell'istituto biomedico-tecnologico del ministero della salute dell'URSS. Boris Egorov si congedò dal servizio militare attivo e dal servizio medico nel 1989. È morto nel 1994 a causa di un infarto.
Egorov era sposato per tre volte e padre di tre figli.
L'asteroide 8450 Egorov è stato intitolato Egorov in suo onore.